# Optofluidique
L'optofluidique est un domaine technologique et de recherche qui a émergé à la fin du XXe siècle en combinant certaines propriétés (et avantages) de la microfluidique et de l'optique, et en intégrant des éléments d'optique et de la photonique dans des dispositifs microfluidiques. Aux échelle micro- et plus encore nanométrique, les propriétés des fluides changent, les propriétés optiques des fluides changent, et la lumière (sous forme laser notamment) peut être utilisée différemment. 
Ses applications comprennent notamment des dispositifs d'affichage, des biocapteurs, des laboratoires sur puce, de nouvelles lentilles (ex : lentilles liquides adaptatives) et de nouveaux outils pour l'imagerie moléculaire. 

Et il existe encore un important potentiel d'applications, notamment dans le domaine de la miniaturisation, de la physicochimie (ex analyse spectrale et de la biologie. Elles peuvent aujourd'hui être intégrées sur des « plateformes optofluidiques miniaturisées » multifonctionnelles exploitant les interactions entre la lumière et le liquide pour de très faible volumes de fluides.

## Histoire
L'idée de construire et utiliser des appareils optiques « fluides » remonte au moins au XVIIIe siècle, avec des piscines tournantes de mercure permettant de contrôler avec précision le degré de courbure d'une surface réfléchissante incurvée proposées (puis développées) comme liquide de miroirs de télescopes. 
À la fin du XXe siècle, la microfluidique se développe, en s'intéressant aux propriétés des microtubes, des microcavités et à la circulation et gestion d'écoulements de très faibles volumes de fluides  (10-9 à 10-18 litres) dans des réseaux de microcanaux, et aux manipulations et opérations que l'on peut faire sur ces fluides (mélange, séparation, contrôle de température, analyse biophysicochimique… notamment rendues possibles par la miniaturisation de certains composants (micropompes, micromoteurs, micro-vannes, micromélangeurs...). La maitrise de l'effet électro-osmotique a notamment permis de supprimer dans les micropuce les problèmes induits par les frottements sur les parois en raison de la viscosité des fluides. La création d'écoulements laminaires à échelle micro- ou nanoscopiques ouvre des nouvelles possibilités de traiter ou étudier certains fluides. L'injection de deux fluides non miscibles dans un microcanal bien conçu permet de produire un écoulement diphasique (avec possibilité de produire des chaines de micro-gouttes ensuite manipulables via par exemple des micro-canaux de bifurcation, ou l’action d'un champ électrostatique, des micro-ondes, etc. ). Avec le développement de la fibre optique et des lasers de nouvelles possibilités s'ouvrent. 
Au XXIe siècle, plusieurs technologies courantes dans les laboratoires tirent déjà avantage de la simplicité et de l'adaptabilité physique que les liquides fournissent à aux nouveaux systèmes photoniques. L'optofluidique moderne émerge  officiellement au milieu des années 2000 alors que les domaines de la microfluidique et de la nanophotonique entrent dans une phase de maturité, et que les chercheurs commencent à rechercher des synergies entre ces deux domaines.

## Applications
- Dispositifs d'analyse biologique et de diagnostic médical ou vétérainaire, avec l'apparition de laboratoires sur puce et les « produits biophotoniques »[6],[7],[8] ;
- Sources lumineuses optofluidiques. C'est le cas par exemple des micro-des lasers à colorants ou Lasers multicolores à microgouttes[1] développés depuis 2003 par plusieurs équipes et universités[4]. De tels microlaser permettent déjà expérimentalement de doser des substances avec une précision sans précédent (détection de molécules à des teneurs infimes (10-6mol par litre), dans une solution de quelques picolitres seulement.
- guides d'ondes à base liquide ;
- micro-résonateurs optofluidiques (« résonateurs optofluidiques à gouttelette » intégrant une cavité de Fabry-Perot[9] ;
- dispositifs de détection [10]) ;
- manipulation d'échantillons microscopiques ou nanoscopiques ; par exemple l'écoulement laminaire peut être utilisé pour contrôler le déplacement d'échantillons [10],[11],[12] ; l'une des possibilités pour la détection intégrée est le couplage avec une fibre optique[13],[14].
- Microscopie optofluidique, dont microscopie 3D et microscope optofluidique sans lentille. En combinant optique et microfluidique [15],[16], il devient possible de « laisser passer localement la lumière vers les pixels d’une caméra CCD à travers une couche opaque percée de trous submicroniques alignés sur une diagonale. Une image haute résolution d’une zone très petite d’un objet circulant au-dessus, dans le flux laminaire d’un canal micro-fluidique peut être ainsi obtenue »[4]. En optofluidique, la microfluidique se met au service de l'optique ; Psaltis et al. ont ainsi détaillé différentes applications d'optofluidique, faisant ainsi référence aux systèmes optiques contrôlés par des composants microfluidiques[5]; les fibres optiques microfluidiques ont d'ailleurs été mises en avant en 2004 par la Technology Review du Massachusetts Institute of Technology (MIT) comme l'une des « dix techniques émergentes qui vont changer le monde »[17].

## Limites techniques et physiques
Elles sont encore mal cernées, mais Sébastien Méance rappelle que « la plupart de ces systèmes reposent sur l’utilisation d’une source de pompage optique externe devant être couplée aux puces microfluidiques avec le plus grand soin » ; ces limites en termes de contrainte d'autonomie et de portabilité pourraient selon lui être levée en intégrant directement la source lumineuse (qui pourrait être par exemple d'origine électrochimiluminescente) sur les puces de ces systèmes optofluidiques.

## Les entreprises et le transfert de technologie
La recherche en optofluidique et dans les champs connexes conduit à la formation d'un certain nombre de nouveaux produits et de nouvelles entreprises en démarrage. Varioptic est spécialisée dans le développement de lentilles basées sur l'électromouillage  (electrowetting based lenses) pour de nombreuses applications. Optofluidics, Inc. a été lancée en 2011 à l'université Cornell dans le but de développer des outils pour le piégeage moléculaire et pour diagnostiquer des maladies grâce à la technologie de résonateur photonique. Liquilume de l'université de Californie à Santa Cruz se spécialise dans le diagnostic moléculaire basé sur la flèche de guides d'ondes.
En 2012, la Commission européenne a lancé un nouveau cadre de travail pour la coopération européenne dans le domaine de la recherche scientifique et technique qui s'intéresse uniquement à la technologie de l'optofluidique et son application.